# Reiteregg
Reiteregg ist eine Ortschaft und Rotte in der Gemeinde Sankt Bartholomä im Bezirk Graz-Umgebung, Steiermark. Sie war bis zum 1. Januar 1952 eine eigenständige, politische Gemeinde.

## Geographie
Die Ortschaft Reiteregg besteht laut Statistik Austria neben der gleichnamigen Rotte auch aus der Ortslage Sansenmühle und dem Schloss Sonneck.
Östlich des Bergrückens auf dem das zu Hitzendorf gehörende Michlbach liegt befindet sich in einer Vertiefung die Ortsgegend Graben. Auf einer Höhe östlich davon liegt die Ortsgegend Brandl, welche bereits 1429 erstmals als „Pränntel“ erwähnt wurde. Diese erstreckt sich vom Buschenschank Höller bis zum südlich davon gelegenen Waldrand. Ihr Name ist vermutlich auf einen vorchristlichen Opferplatz zurückzuführen, an dem die Opfergaben verbrannt wurden. Von der Hafenbergmühle an der Lieboch bis zum, auf einer Anhöhe gelegenen Schloss Sonneck erstreckt sich der Hafenberg, welcher im örtlichen Dialekt auch „Hofnberg“ genannt wird. Der Name dieser Ortslage leitet sich vermutlich vom keltischen Wort offerende oder dem althochdeutschen Oppharon ab, welches so viel wie „Opfer darbringen“ bedeutet und wahrscheinlich auf eine vorchristliche Opferstätte hinweist. Die Gegend rund um das Schloss Sonneck war im 17. und 18. Jahrhundert als Puchhaus, nach den Schlossbesitzern, bekannt.

## Geschichte
Aufgrund von militärischen Gründen wurden im Jahr 1770 die Häuser der Ortsgegenden Ädexberg, Aicheregg, Brandl, Hafenberg, Hochegg, Reiteregg und Schütting zur Ortsgemeinde Reiteregg zusammengefasst. Bis 1786 gehörte diese zur Pfarre St. Bartholomä. Unter Kaiser Joseph II. wurde das Ortsgebiet neu vermessen und in den Josephinischen Kataster übernommen. Zwischen 1823 und 1824 kam es zu einer genaueren Vermessung und die beiden westlich der Lieboch gelegenen Ortsgegenden Aich und Graben wurden der neu geschaffenen Katastralgemeinde Reiteregg zugeschlagen.
Am 1. Jänner 1952 wurden sowohl die Katastral- als auch die politische Gemeinde Reiteregg aufgelöst und das Gebiet den Gemeinden Hitzendorf und Sankt Bartholomä zugerechnet. Der zu Sankt Bartholomä gekommene Ortsteil trägt heute noch den Namen Reiteregg während es in Hitzendorf ein Altreiteregg und ein Neureiteregg gibt.

## Bauwerke und Sehenswürdigkeiten

### Schloss Sonneck

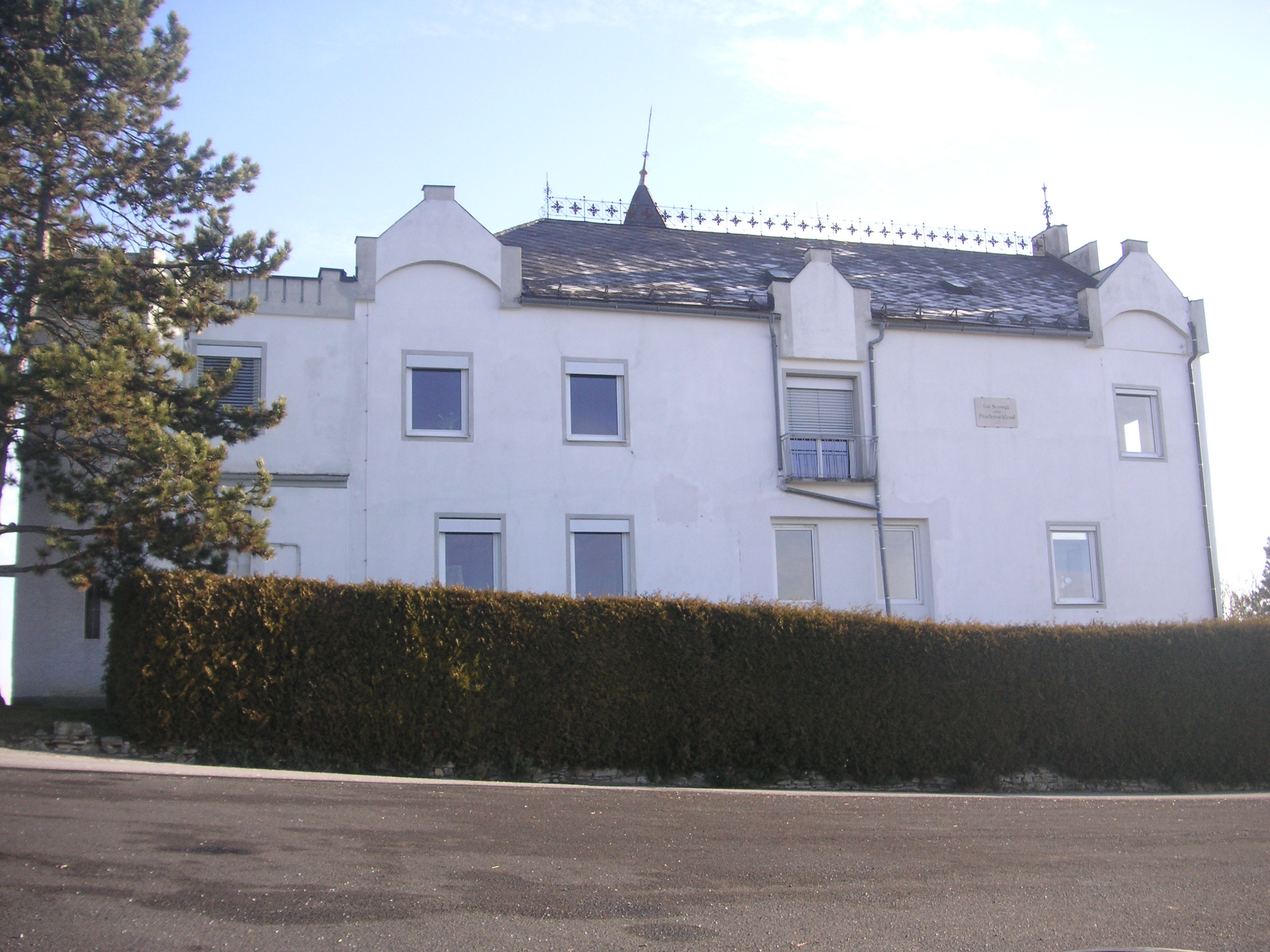
Die Westseite des Schlosses Sonneck

Das Schloss Sonneck, auch als Buschenschlössl bekannt, befindet sich auf dem Kreueckkogel. Seine Geschichte geht bis auf das 14. Jahrhundert zurück als die Ligister einen kleinen, befestigten Edelhof errichteten. Es wurde in der zweiten Hälfte des 18. Jahrhunderts umgebaut, wobei es seine heutige Gestalt bekam. Seit 1959 befindet sich in dem Gebäude der Hauptsitz der PAYER Group.

### Osterkreuzkapelle
Da Reiteregg nach Auflassung der Schlosskapelle über keine Kapelle verfügte wurde von Walter Dokter zusammen mit Bewohnern der Umgebung die Osterkreuzkapelle errichtet. Sie wurde am 26. Oktober 2005 von Petrus Steigenberger, dem damaligen Abt des Stiftes Rein, der Hl. Anna geweiht. Im Turm der Kapelle befindet sich eine Glocke. Das von Franz Weiss gemalte Altarbild zeigt das letzte Abendmahl. Im Advent befindet sich ein Adventkalender entlang des Weges zur Kapelle. Zu Ostern wird jedes Jahr in der Nähe ein Osterkreuz aufgestellt.

### WunderWanderWeg
Der WunderWanderWeg ist ein etwa 3,6 Kilometer langer Rundweg, welcher an fünf, von in Sankt Bartolomä oder der näheren Umgebung heimischen Künstlern gestalteten Werken vorbeiführt. Er wurde im Jahr 2006 anlässlich des 100. Geburtstages von Hanns Koren, einem Ehrenbürger der Gemeinde, angelegt. Die zu sehenden Werke sind:
- Wunder-Wandervogel von Sieglinde Raffalt und Wolfram Rindler
- Der Wein von Klaus Gowald
- Baum der Worte am Platz der Stille von Margit E. Liska
- Narrische Schwammerl von Brigitte E. Lambert
- Sprießling von Robert W. Wilfing